# Provincia de Carbonia-Iglesias
Carbonia-Iglesias (en sardo provìntzia de Carbònia-Bidd'e Crèsia, en italiano provincia di Carbonia-Iglesias) fue una provincia de la región de Cerdeña, en Italia. Sus capitales fueron las ciudades de Carbonia e Iglesias.
Tenía un área de 1459 km², y una población total de 131.890 hab. (2001). La provincia tenía 23 municipios.